# Мордкин, Абрахам
Авраам Мордкин (при рождении Абра́м Иего́йша-Ми́хелевич Мо́рдхин; фр. Abraham Mordkhine (Mordkine); 10 (22) мая 1873, Екатеринослав, Российская империя — 7 марта 1943, Люблин) — французский художник, пейзажист.

## Биография
Родился 10 мая (по старому стилю) 1873 года в Екатеринославе в семье колониста еврейской земледельческой колонии Богодаровка (впоследствии екатеринославского купца) Иегойши-Михеля Зельмановича (Овсея-Михеля Залмановича) Мордхина и Леи Иосифовны Мордхиной. В детстве учился в религиозной школе. Участник общества Свободное творчество (Москва). 
С 1917 года жил в Париже. Рисовал пейзажи, натюрморты, городские виды в импрессионистском стиле. Во время начала оккупации находился в санатории и сумел избежать депортации. Пытался скрываться в Париже, но был найден и депортирован в транзитный лагерь Дранси в феврале 1943 года. 2 марта 1943 года был переведён в концентрационный лагерь Майданек, где и погиб 7 марта 1943 года.
Стал известен в последние годы; выставки, посвящённые его творчеству прошли в Париже, Турине и Иерусалиме.

## Семья
Брат — художник Борис (Берко Евсеевич-Михелевич) Мордхин (фр. Boris Mordkhine; 1865—1954).

## Выставки
- 2007 — Выставка французских художников в Музее сопротивления в Турине[11]